# Élie Bayol
Élie Bayol (Marseille, 1914. február 28. – La Ciotat, 1995. május 25.) francia autóversenyző.

## Pályafutása
1952-ben debütált a Formula–1-ben. Első versenyén, Monzában a tizedik rajthelyet szerezte meg, ám sebességváltó-hiba miatt nem ért célba a futamon. Az 53-as szezon két futamán vett részt.
Az 1954-es argentin nagydíjon elért ötödik helyezésével megszerezte pályafutása egyetlen Formula–1-es pontjait.
1950 és 1954 között minden évben rajthoz állt a Le Mans-i 24 órás autóversenyen. Négy alkalommal René Bonnet, egy alkalommal pedig Louis Rosier társaként indult.

## Eredményei

### Teljes Formula–1-es eredménysorozata
(Táblázat értelmezése)

(Félkövér: pole-pozícióból indult; dőlt: leggyorsabb kört futott) 

| Év   | Csapat         | Modell          | Motor               | 1      | 2      | 3   | 4   | 5      | 6   | 7   | 8      | 9      | Helyezés | Pont |
| ---- | -------------- | --------------- | ------------------- | ------ | ------ | --- | --- | ------ | --- | --- | ------ | ------ | -------- | ---- |
| 1952 | Élie Bayol     | O.S.C.A. 20     | O.S.C.A. Straight-6 | SUI    | 500    | BEL | FRA | GBR    | GER | NED | ITA Ki |        |          | 0    |
| 1953 | Élie Bayol     | O.S.C.A. 20     | O.S.C.A. Straight-6 | ARG    | 500    | NED | BEL | FRA Ki | GBR | GER | SUI Ni |        |          | 0    |
| 1953 | O.S.C.A.       | O.S.C.A. 20     | O.S.C.A. Straight-6 |        |        |     |     |        |     |     |        | ITA Ki |          | 0    |
| 1954 | Equipe Gordini | Gordini Type 16 | Gordini Straight-6  | ARG 5  | 500    | BEL | FRA | GBR    | GER | SUI | ITA    | ESP    | 19.      | 2    |
| 1955 | Equipe Gordini | Gordini Type 16 | Gordini Straight-6  | ARG Ki | MON Ki | 500 | BEL | NED    | GBR | ITA |        |        |          | 0    |
| 1956 | Gordini        | Gordini Type 32 | Gordini Straight-8  | ARG    | MON 6* | 500 | BEL | FRA    | GBR | GER | ITA    |        |          | 0    |

* André Pilette-vel közösen

### Le Mans-i 24 órás autóverseny
| Év   | Csapat                        | Autó         | Csapattárs   | Helyezés |
| ---- | ----------------------------- | ------------ | ------------ | -------- |
| 1950 | Automobiles Deutsch et Bonnet | DB Tank      | René Bonnet  | 23.      |
| 1951 | Automobiles Deutsch et Bonnet | DB Tank      | René Bonnet  | 21.      |
| 1952 | Automobiles Deutsch et Bonnet | DB Tank      | René Bonnet  | Kiesett  |
| 1953 | Automobiles Talbot-Darraq     | Talbot T26GS | Louis Rosier | Kiesett  |
| 1954 | Automobiles Deutsch et Bonnet | DB HBR       | René Bonnet  | 10.      |